# Hakaru Hashimoto
Hakaru Hashimoto (Nishitsuge-mura, actualmente parte de la ciudad de Iga, Prefectura de Mie, 5 de mayo de 1881 - 9 de enero de 1934) fue un médico japonés, recordado principalmente por realizar la descripción de la enfermedad del tiroides que en su honor se denomina tiroiditis de Hashimoto.

## Biografía
Pertenecía a una familia cuyos miembros se habían dedicado tradicionalmente a la medicina durante varias generaciones.
Se licenció en medicina en el año 1907 en la Universidad Médica de Fukuoka y posteriormente trabajó varios años como cirujano en el departamento del profesor Hayari Miyake (三 宅 速, 1867-1945), reconocido cirujano japonés que había ejercido en Alemania. Más tarde se trasladó a Europa, ampliando su formación en Berlín, Gotinga y Londres. En el año 1912 publicó un artículo en la revista médica alemana, Archiv für Chirurgie klinische, donde describía una serie de casos de pacientes que presentaban bocio, el estudio de la glándula mostraba la existencia de infiltración por linfocitos, por lo cual denominó la enfermedad como bocio linfomatoso. Estudios posteriores demostraron que se trataba de una enfermedad nueva de origen autoinmune a la que se llamó tiroiditis de Hashimoto.
El inicio de la Primera Guerra Mundial le obligó a volver a Japón donde se estableció definitivamente, ejerciendo la medicina general, aunque disponía de una pequeña clínica propia. Falleció por fiebre tifoidea en el año 1934.